# Morocus trimaculatus
Morocus trimaculatus är en mångfotingart som beskrevs av Schiotz och Hoffman 1990. Morocus trimaculatus ingår i släktet Morocus och familjen Oxydesmidae. Inga underarter finns listade i Catalogue of Life.